# Anja Rubik
Anja Rubik (en polaco: Anna Helena Rubik) (Rzeszów, 12 de junio de 1983) es una modelo polaca famosa por su trabajo con Victoria's Secret.

## Comienzos

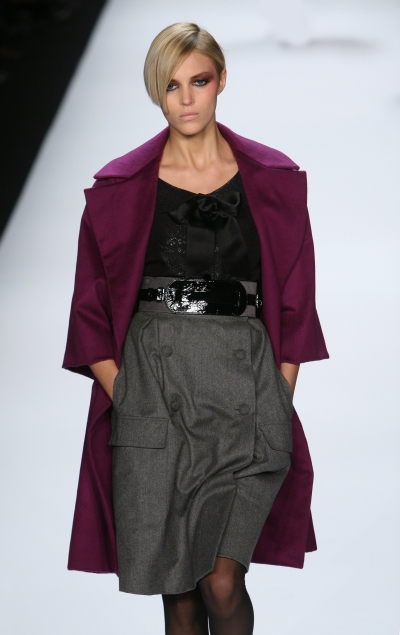
Rubik en 2008.

Rubik y su familia salieron de Polonia en 1988 y vivió en Grecia, Canadá, y Umtata, Sudáfrica. Estudió en una escuela primaria y secundaria en Czestochowa. Rubik comenzó en el mundo de la moda mientras asistía a una escuela británica en París. Quería terminar sus estudios antes de convertirse oficialmente en modelo, por lo que solo trabajaba en las vacaciones escolares. Su madre, padre y su hermana todavía viven en Polonia.

## Carrera en el modelaje

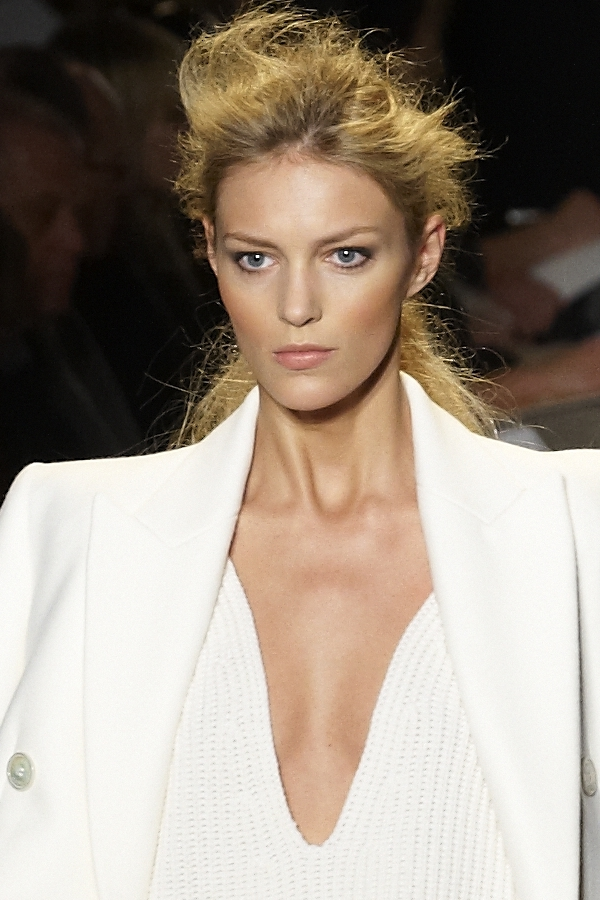
Rubik en 2010.

Rubik comenzó su carrera poco después de graduarse de la escuela secundaria. Ha aparecido en las portadas de varias revistas, entre ellos el francés, coreano, América Latina, Japón, Vogue española, australiana, y el alemán, coreano y francés Numéro, Nylon y Elle.Ha modelado para diseñadores / marcas como Givenchy, Chloé, Christian Dior, Hermès, Valentino, Gucci, H & M, GAP, Lanvin, Balmain, Belstaff, Armani, Lacoste, DKNY, Barneys New York, Jimmy Choo, Estee Lauder, Roberto Cavalli y Chanel.
Ella también ha participado en desfiles de alta costura de Valentino, Chanel, Christian Lacroix y Elie Saab. Rubik fue una de las portadas de la de la revista V septiembre de 2008. Cada portada muestra un primer plano de una famosa modelo, ya sea de la nueva generación de modelos (Agyness Deyn, Lara Stone, Natasha Poly, Daria Werbowy) o de la era supermodelo (Christy Turlington, Naomi Campbell, Eva Herzigova), que se fotografió por el dúo Inez van Lamsweerde y Vinoodh Matadin.
Apareció en Victoria Secret Fashion Shows en 2009, 2010 y 2011. Vogue París la declaró una de las 30 mejores modelos de la década de 2000. En junio de 2011, se situó tercera, por detrás de Freja Beha Erichsen, en el Top 50 Modelos y 18 en el Top 25 de la modelos mejor pagadas, que elabora models.com. Rubik apareció en 2009 en los videojuegos de yoga para la videoconsola Wii. También inspiró el personaje de manga Lele  en "The One". 
A partir de 2010, apareció en el Top Model Zostań modelką, la edición polaca de Top Model. Rubik apareció en el Calendario Pirelli en 2011 fotografiada por Karl Lagerfeld. Fue una de las modelos para protagonizar el "nuevo look" de la campaña de Lacoste en enero, un concepto de publicidad diferentes para el año 2011 bajo el lema, "Chic no convencionales". Los anuncios fueron tomadas por Mert y Marcus, que muestran modelos usando el polo blanco, icono de Lacoste. Rubik renovó su contrato con Fendi para la tercera temporada.